# 尼尼微
36°21′34″N 43°09′10″E / 36.35944°N 43.15278°E
尼尼微（阿拉米语：ܢܝܢܘܐ ；英语：Nineveh）為古代新亞述帝國的重鎮之一，於底格里斯河東岸，在今日伊拉克北部城市摩苏尔附近。
自公元前11世紀起即成為新亞述帝國的首都，尼尼微於公元前8世紀至公元前7世紀的亞述王辛那赫里布最為繁榮，特別是亞述的國家圖書館的數千泥板文書，為古美索不達米亞史中極珍貴的資料。但於公元前612年，伊朗高原強國米底和新崛起的新巴比倫王國聯合圍攻尼尼微，並成功攻陷尼尼微。公元前605年強盛一時的亞述帝國正式滅亡，尼尼微隨之沒落。
尼尼微廢棄後，后来當地的文明也几易其主，遗址位于今伊拉克尼尼微省。时至今日，尼尼微附近地区仍然生活着大量亚述人，当代亚述人仍使用古老的阿拉米语，信仰东方礼的基督教。尼尼微据信曾是世界最大的城市约50年。

## 名称由来
尼尼微名字的由来，并无定论，可能来自于古巴比伦和古亚述女神伊什塔尔的一个别名，尼娜。

## 城市规模
生于2000年前的希腊历史家狄奥多罗斯称尼尼微是个四角形的城市，四边共长480斯达地，周长相等于96公里。
目前发现的尼尼微遗址，面积大约750公顷，约合1900英亩，被周长12公里（7.5英里）的砖砌城墙环绕。柯沙（Khosr）河穿过尼尼微。

## 考古发现
1843年，法国考古学家保罗-埃米尔·博塔发现了一座皇宫的遗迹，后来证实是亚述城市的一部分。艾伦·米勒德在他所著的《圣经时代的珍宝》一书中解释说：“这座皇宫证实属于亚述王萨尔贡所有之后，大众对这件事兴趣大增。除了《以赛亚书》20：1提过这个国王的名字之外，我们对他便一无所知，故此他的存在一度是个疑问。”
此时英国考古学家奥斯丁·亨利·莱亚德在附近进行发掘尼姆鲁德的工作，他于1847年参与了尼尼微遗址的发掘，并发现了亞述王辛那赫里布的宫殿。

## 尼尼微宫殿
尼尼微皇宫有70多个房间，外墙几有三公里长。墙上遗留着烧焦了的雕刻，上面记着各场胜仗及其他功绩。但它们大多已损毁不堪。在发掘时，发现了一个保存得很好的房间，墙上展示的浮雕描述一个坚固城遭敌军攻陷，御驾亲征的国王坐在城外一个宝座上，俘虏在他面前列队走过。国王的上头刻了一些以亚述文写成的字，专家们将这句话译作如下：“世界的王亚述国王西拿基立坐在尼米杜宝座上，检阅从拉吉（夺得）的战利品。”

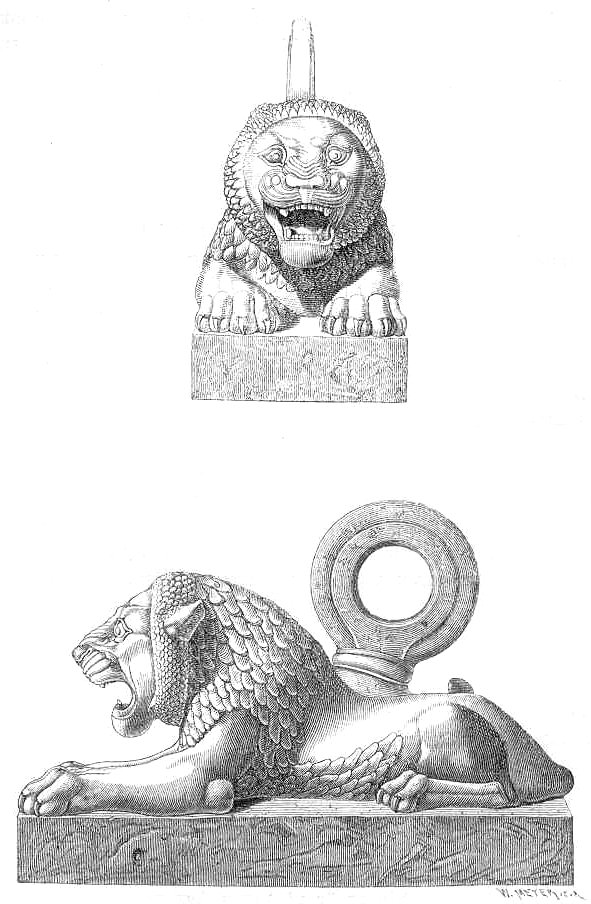
尼尼微的青銅獅子

在大英博物馆可以看到这个展品和铭刻。

## 《圣经》描述的尼尼微
《圣经》中的尼尼微是个极大的城，“要走三天、才走得完。”19世纪的圣经批评家拒绝相信古代世界有如此庞大规模的城市。他们认为尼尼微若确曾存在过，也必然是巴比伦之前的一个文明古国。
《圣经》认为尼尼微於史前時期，由《聖經》人物寧录（挪亞曾孫）所建。
部分基督教徒认为，尼尼微可能是圣经描述的“大城”的一部分，即《创世纪》记载的“他从那地出来往亚述去，建造尼尼微、利河伯、迦拉，和尼尼微、迦拉中间的利鲜，这就是那大城。”考古学家莱亚德评论说：“若将尼姆鲁德［迦拉］、库扬积［尼尼微］（Kuyunjiq）、科萨巴和卡兰里斯四大土丘视作一个正方形的四角，我们会发现四边的长度恰巧相等于地理学家所说的480斯达地或96公里，这就是［约拿］先知说要走三天才走得完的路程。”
约拿很可能将这几处地方视为一个“大城”，并以《创世记》10：11最先提及的城市称呼它，即尼尼微。今日也有类似的说法。例如，大伦敦把伦敦市及伦敦市郊都包括在内，但市区和市郊却彼此有别。
尼尼微於《聖經·約拿書》也提及多次，最为人熟知的先知約拿拒絕傳道，結果被大魚吞食三日三夜的故事中，约拿被指派的便是去往尼尼微。

## 参看
- 约拿书
- 新亞述帝國
- 那鸿书
- 宁录